# 坎達拉韋省

坎達拉韋省（西班牙語：Provincia de Candarave），是秘魯的省份，位於該國南部塔克納大區，首府是坎達拉韋，始建於1988年8月18日，面積2,261平方公里，2007年人口8,373，人口密度每平方公里3.7人。
17°16′13″S 70°15′06″W / 17.270150°S 70.251625°W